# Brian Cox
Brian Denis Cox, CBE (Dundee, 1 de junho de 1946) é um ator escocês. Reconhecido por suas performances marcantes no teatro e na televisão, assim como por seus papéis de apoio no cinema, Cox é um ator clássico com formação em Shakespeare. Ele acumula uma série de prêmios, incluindo dois Laurence Olivier Award, um Emmy Award e um Globo de Ouro, além de ter sido indicado ao BAFTA. Em 2003, ele foi nomeado para a Ordem do Império Britânico, na categoria de Comandante. Em 2006, a revista Empire concedeu a ele o prêmio Empire Icon Award, enquanto o Conselho de Cinema do Reino Unido o nomeou um dos dez atores britânicos mais poderosos em Hollywood em 2007.

## Biografia
Brian Cox nasceu em 1 de junho de 1946 em Dundee, Escócia, como o caçula de cinco filhos. Ele vem de uma família católica romana de origem irlandesa e escocesa de classe trabalhadora. Sua mãe, Mary Ann Guillerline (née McCann), era tecelã e trabalhava nas fábricas de juta, sofrendo vários colapsos nervosos durante a infância de Cox. Seu pai, Charles McArdle Campbell Cox, era policial e depois se tornou comerciante, falecendo de câncer de pâncreas quando Brian tinha oito anos de idade. Cox foi criado por suas três irmãs mais velhas, incluindo Betty, com quem ele manteve uma relação próxima.
Em Dundee, Cox frequentou a Escola Primária St Mary's Forebank e a Escola Secundária Júnior St Michael's, da qual saiu aos 15 anos. Depois de trabalhar no Dundee Repertory Theatre por alguns anos, ele iniciou seu treinamento na London Academy of Music and Dramatic Art aos 17 anos, formando-se em 1965.

## Filmografia

### Cinema
| Ano  | Titulo                                     | Papel                      | Notas             |
| ---- | ------------------------------------------ | -------------------------- | ----------------- |
| 1971 | Nicholas and Alexandra                     | Leon Trotsky               |                   |
| 1975 | In Celebration                             | Steven Shaw                |                   |
| 1986 | Manhunter                                  | Dr. Hannibal Lecktor       |                   |
| 1990 | Hidden Agenda                              | Peter Kerrigan             |                   |
| 1993 | The Eye of Vichy                           | Narrador                   | Documentário      |
| 1994 | Iron Will                                  | Angus McTeague             |                   |
| 1994 | Prince of Jutland                          | Æthelwine of Lindsey       |                   |
| 1995 | Rob Roy                                    | Killearn                   |                   |
| 1995 | Coração Valente                            | Argyle Wallace             |                   |
| 1996 | Chain Reaction                             | Lyman Earl Collier         |                   |
| 1996 | The Glimmer Man                            | Mr. Smith                  |                   |
| 1996 | The Long Kiss Goodnight                    | Dr. Nathan Waldman         |                   |
| 1997 | Beijos Que Matam                           | Chief Hatfield             |                   |
| 1997 | The Boxer                                  | Joe Hamill                 |                   |
| 1998 | Medidas Desesperadas                       | Capitão Jeremiah Cassidy   |                   |
| 1998 | Rushmore                                   | Dr. Nelson Guggenheim      |                   |
| 1999 | The Minus Man                              | Doug Durwin                |                   |
| 1999 | The Corruptor                              | Sean Wallace               |                   |
| 1999 | For Love of the Game                       | Gary Wheeler               |                   |
| 2000 | Complicity                                 | Inspetor McDunn            |                   |
| 2000 | Mad About Mambo                            | Sidney McLoughlin          |                   |
| 2000 | A Shot at Glory                            | Martin Smith               |                   |
| 2000 | Saltwater                                  | George Beneventi           |                   |
| 2001 | Super Troopers                             | Capitão John O'Hagen       |                   |
| 2001 | L.I.E.                                     | Big John Harrigan          |                   |
| 2001 | Strictly Sinatra                           | Chisolm                    |                   |
| 2001 | The Affair of the Necklace                 | Ministro Baron de Breteuil |                   |
| 2002 | Bug                                        | Cyr                        |                   |
| 2002 | The Rookie                                 | Jim Morris Sr.             |                   |
| 2002 | The Bourne Identity                        | Ward Abbott                |                   |
| 2002 | O Chamado                                  | Richard Morgan             |                   |
| 2002 | Adaptation.                                | Robert McKee               |                   |
| 2002 | 25th Hour                                  | James Brogan               |                   |
| 2002 | The Trials of Henry Kissinger              | Narrador                   | Documentário      |
| 2003 | X-Men 2                                    | William Stryker            |                   |
| 2003 | The Reckoning                              | Tobias                     |                   |
| 2003 | Sin                                        | Capitão Oakes              |                   |
| 2004 | Troia                                      | Agamemnon                  |                   |
| 2004 | The Bourne Supremacy                       | Ward Abbott                |                   |
| 2004 | Get the Picture                            | Harry Sondheim             | Curta-metragem    |
| 2005 | Match Point                                | Alec Hewett                |                   |
| 2005 | Red Eye                                    | Joe Reisert                |                   |
| 2005 | The Ringer                                 | Gary Barker                |                   |
| 2006 | A Woman in Winter                          | Dr. Hunt                   |                   |
| 2006 | The Flying Scotsman                        | Douglas Baxter             |                   |
| 2006 | Running with Scissors                      | Dr. Finch                  |                   |
| 2007 | Zodíaco                                    | Melvin Belli               |                   |
| 2007 | Battle for Terra                           | General Hemmer             | Voz               |
| 2007 | The Water Horse: Legend of the Deep        | Old Angus                  |                   |
| 2007 | Trick 'r Treat                             | Sr. Kreeg                  |                   |
| 2007 | Shoot on Sight                             | Daniel Tennant             |                   |
| 2008 | Red                                        | Avery Ludlow               |                   |
| 2008 | The Escapist                               | Frank Perry                |                   |
| 2008 | Agent Crush                                | Spanners                   | Voz               |
| 2009 | Scooby-Doo! e a Espada do Samurai          | Dragão Verde               | Voz               |
| 2009 | Tell-Tale                                  | Detetive Van Doren         |                   |
| 2009 | O Fantástico Sr. Raposo                    | Dan Peabody                | Voz               |
| 2009 | The Good Heart                             | Jacques                    |                   |
| 2010 | Wide Blue Yonder                           | Wally                      |                   |
| 2010 | Red - Aposentados e Perigosos              | Ivan Simanov               |                   |
| 2010 | As Good as Dead                            | Reverendo Kalahan          |                   |
| 2011 | Coriolanus                                 | Menenius Agrippa           |                   |
| 2011 | Ironclad                                   | William d'Aubigny          |                   |
| 2011 | The Veteran                                | Gerry                      |                   |
| 2011 | Planeta dos Macacos: A Origem              | John Landon                |                   |
| 2011 | Citizen Gangster                           | Glover Boyd                |                   |
| 2011 | Exit Humanity                              | Malcolm Young              | Voz               |
| 2011 | The Revelation of the Pyramids             | Narrador                   | Documentário      |
| 2012 | The Campaign                               | Raymond Huggins            |                   |
| 2012 | My City                                    | O Jornalista               | Curta-metragem    |
| 2012 | Blood                                      | Lanny Fairburn             |                   |
| 2013 | Red 2 - Aposentados e Ainda Mais Perigosos | Ivan Simanov               |                   |
| 2013 | Blumenthal                                 | Harold                     |                   |
| 2013 | Mindscape                                  | Sebastian                  |                   |
| 2013 | Ela                                        | Alan Watts                 | Voz               |
| 2013 | Believe                                    | Sir Matt Busby             |                   |
| 2014 | The Anomaly                                | Dr. Langham                |                   |
| 2015 | Pixels                                     | Admiral Porter             |                   |
| 2015 | Forsaken                                   | James McCurdy              |                   |
| 2015 | Killing Thyme                              | Norman                     | Curta-metragem    |
| 2016 | Morgan                                     | Jim Bryce                  |                   |
| 2016 | The Carer                                  | Sir Michael Gifford        |                   |
| 2016 | The Autopsy of Jane Doe                    | Tommy Tilden               |                   |
| 2017 | Bob the Builder: Mega Machines             | Conrad / Crunch            | Voz               |
| 2017 | Churchill                                  | Winston Churchill          |                   |
| 2017 | Kubrick By Candlelight                     | Narrador                   | Curta-metragem    |
| 2018 | Super Troopers 2                           | Capitão John O'Hagan       |                   |
| 2018 | The Etruscan Smile                         | Rory MacNeil               |                   |
| 2018 | The Pretenders                             | Henry                      |                   |
| 2019 | Remember Me                                | Shane                      |                   |
| 2019 | Strange but True                           | Bill Erwin                 |                   |
| 2019 | The Last Right                             | Father Reilly              |                   |
| 2020 | John Rebus: The Lockdown Blues             | John Rebus                 | Curta-metragem    |
| 2020 | Last Moment of Clarity                     | Gilles                     |                   |
| 2020 | The Bay of Silence                         | Milton                     |                   |
| 2021 | Separation                                 | Paul Rivers                |                   |
| 2022 | Prisoner's Daughter                        | Max                        |                   |
| 2022 | The Independent                            | Nick Booker                |                   |
| 2022 | Mending the Line                           | Ike Fletcher               |                   |
| 2024 | O Senhor dos Anéis: A Guerra dos Rohirrim  | Helm Hammerhand            | Voz; Em produção  |
| 2024 | The Electric State                         | TBA                        | Voz; Pós-produção |
| TBA  | The Parenting                              | TBA                        | Pós-produção      |

### Televisão

#### Séries
| Ano       | Titulo                             | Papel                     | Notas                                         |
| --------- | ---------------------------------- | ------------------------- | --------------------------------------------- |
| 1968      | Theatre 625                        | Lasar Opie                | Episódio: "The Year of the Sex Olympics"      |
| 1978      | The Devil's Crown                  | Henrique II de Inglaterra | Papel principal                               |
| 1978      | Out                                | Tony McGrath              | 3 episódios                                   |
| 1980      | Thérèse Raquin                     | Laurent LeClaire          | 3 episódios                                   |
| 1980      | Hammer House of Horror             | Chuck Spillers            | Episódio: "The Silent Scream"                 |
| 1982      | Minder                             | Frank McFadden            | Episódio: "In"                                |
| 1983      | Jemima Shore Investigates          | Hamish McFaul             | 1 episódio                                    |
| 1992      | The Big Battalions                 | Edward Hoyland            | 5 episódio                                    |
| 1993      | Inspector Morse                    | Michael Steppings         | Episódio: "Deadly Slumber"                    |
| 1994      | Grushko                            | Coronel Grushko           | 3 episódios                                   |
| 1997      | Red Dwarf                          | The King                  | Episódio: "Stoke Me a Clipper"                |
| 1997      | Superman: A Série Animada          | Conde Garver              | Voz, episódio: "Two's a Crowd"                |
| 2000      | Nuremberg                          | Hermann Göring            | 2 episódios                                   |
| 2001      | Frasier                            | Harry Moon                | 2 episódios                                   |
| 2005      | Danny Phantom                      | Pariah Dark               | Voz, episódio: "Reign Storm"                  |
| 2006      | Deadwood                           | Jack Langrishe            | Personagem recorrente                         |
| 2009      | Kings                              | King Vesper Abedon        | 3 episódios                                   |
| 2009      | The Take                           | Ozzy                      | 4 episódios                                   |
| 2009      | The Day of the Triffids            | Dennis Masen              | Episódio: "Part Two"                          |
| 2010      | Agatha Christie's Marple           | Lewis Serrocold           | Episódio: "They Do It With Mirrors"           |
| 2010      | Doctor Who                         | Ood Elder                 | Voz, episódio: "The End of Time"              |
| 2010      | The Big C                          | Donald Tolkey             | Episódio: "Two for the Road"                  |
| 2012      | The Straits                        | Harry Montebello          | Papel principal                               |
| 2012      | A Touch of Cloth                   | Bill Ball                 | Episódio: "The First Case: Part Two"          |
| 2013      | Bob Servant Independent            | Bob Servant               | 6 episódios                                   |
| 2013      | Tooned                             | Performer                 | Voz, episódio: "The Grand Finale"             |
| 2014      | The Game                           | 'Papai'                   | Papel principal                               |
| 2014      | Shetland                           | Magnus Bain               | 2 episódios                                   |
| 2014      | Bob Servant                        | Bob Servant               | 3 episódios                                   |
| 2014      | After Braveheart                   | Narrador                  | 2 episódios                                   |
| 2015      | The Slap                           | Manolis Apostolou         | Papel principal                               |
| 2016      | Penny Dreadful                     | Jared Talbot              | 2 episódios                                   |
| 2016      | War & Peace                        | Mikhail Kutuzov           | 4 episódios                                   |
| 2016      | Medici: Masters of Florence        | Bernardo Guadagni         | Papel principal (Temporada 1)                 |
| 2017      | Urban Myths                        | Marlon Brando             | Episódio: "Elizabeth, Michael, and Marlon"    |
| 2018–2023 | Succession                         | Logan Roy                 | Papel principal                               |
| 2019      | Good Omens                         | Morte                     | Voz, 3 episódios                              |
| 2021      | Os Simpsons                        | Kostas Becker             | Voz, episódio: "A Serious Flanders"           |
| 2021–2022 | Blade Runner: Black Lotus          | Niander Wallace Sr.       | Voz, Personagem recorrente                    |
| 2022      | Last Week Tonight with John Oliver | Deus                      | Episódio: "Aridification of the Western U.S." |